# Torche
Torche é uma banda formada em Miami, Florida, Estados Unidos com um som descrito como stoner metal / sludge metal.

## Biografia
O grupo foi formado em 2004  por Steve Brooks (ex-Floor), Juan Montoya (ex-Floor, ex-Cavity, ex-Ed Matus Struggle), Jonathan Nuñez e Rick Smith (que também tocou nas bandas de grindcore Shitstorm, Tyranny of Shaw, Adore Miridia, e na banda de screamo Tunes for Bears to Dance To).
De acordo com MTracks.com: "Their music has a unique, hard-hitting sound that provokes a wide range of emotions, and they have a large fan base throughout the world." (A música deles tem um único e pesado som que provoca uma larga gama de emoções tendo vários fãs espalhados pelo mundo.) 
A banda já saiu em tour com Mogwai, Isis, Pelican,  Black Cobra, Baroness, Jesu, The Sword, Stinking Lizaveta, Harvey Milk, Boris, and High on Fire. Steve Brooks, no entanto, falou que eles não consideram a si mesmos como uma banda de Heavy metal. Descrevendo o som do grupo, Smith falou em uma entrevista: "Para mim é mais uma combinação de tudo que nós escutamos coletivamente como uma banda. Nós pegamos o que nós gostamos daquilo que nos cercou ao crescermos  e usamos da forma mais criativa que podemos. Eu penso que o funcionamento da mistura de diferentes sons vem naturalmente porque nós todos tivemos cenários musicais diferentes mas com muitos interesses em comum." Em termos de tour, Brooks disse que o Torche está tendo em sua maioridade um público jovem.
Em 8 de Abril de 2008, a banda divulgou seu segundo álbum completo, intitulado Meanderthal. Ele foi produzido por Kurt Ballou (Converge, Genghis Tron).
O disco foi recebido com boas críticas aclamatórias, incluindo uma da revista Decibel Magazine na qual colocou Meanderthal na primeira posição da sua lista dos 40 álbuns extremos de 2008. e uma nota 8.2/10 do grupo Pitchfork Media. Em uma entrevista Brooks falou que os próprios membros da banda fizeram a arte dos encartes do álbum, juntamente com Aaron Turner. Brooks também falou que em termos de escrever material, a banda focou no que eles gostam e não na preocupação de como os fãs reagiriam.
O guitarrista Steve Brooks é um dos poucos gays assumidos nos cenários punk / rock / metal. Ele realizou uma entrevista no estilo "mesa redonda" em 2008 no website thestranger.com com outros músicos gays assumidos como Brian Cook (Russian Circles, These Arms Are Snakes, Botch), e Juan Velazquez do Abe Vigoda.
Nos fins de 2008, Juan Montoya deixou o grupo, uma saída creditada à incompatibilidades musicais. Steve Brooks falou "Ele é um guitarrista fantástico, mas nós não estamos abertos na mesma página.... mas mesmo assim o Torche vai continuar agora como uma banda de 3 peças". Em 2010, Juan Montoya se juntou com os ex integrantes da banda Bloodsimples, Bevan Davies e Kyle Sanders, e Charlie Suarez da banda Sunday Driver para formar outra banda nomeada "MonstrO". Em uma entrevisa com Malia James, Brooks revelou que a saída de Montoya foi acrimoniosa, envolvendo até violência entre dois deles.
Torche embarcou para tours com bandas como dredg em abril de 2009, e com a reunificada banda Harvey Milk. A banda abriu para o Coheed and Cambria na sua tour conjunta com a banda Circa Survive na primevera de 2010.
Em 14 janeiro de 2011, foi anunciado no Riverfront Times Blog que Andrew Elstner (Riddle of Steel, Tilts) iria tão logo se juntar à banda.

## Membros
Membros atuais
- Steve Brooks – guitarra, vocais
- Jonathan Nuñez – baixo
- Rick Smith – bateria
- Andrew Elstner - guitarra, vocais

Membros de tours
- Howard Johnston – guitarras ao vivo (2010)[17]

Membros formadores
- Juan Montoya – guitarras (2004–2008)

## Discografia

### Álbuns de estúdio
| Ano  | Título       | Gravadora                           |
| ---- | ------------ | ----------------------------------- |
| 2005 | Torche       | Robotic Empire/ Rock Action Records |
| 2008 | Meanderthal  | Hydra Head Records/ Robotic Empire  |
| 2012 | Harmonicraft | Volcom Entertainment                |

### EPs
| Ano  | Título                      | Gravadora                           |
| ---- | --------------------------- | ----------------------------------- |
| 2007 | In Return                   | Robotic Empire/ Rock Action Records |
| 2009 | Healer / Across the Shields | Hydra Head Records                  |
| 2009 | Meanderthal Demos           | Rotting Chapel                      |
| 2010 | Songs for Singles           | Hydra Head Records                  |

### Splits
| Ano  | Título                                      | Gravadora       |
| ---- | ------------------------------------------- | --------------- |
| 2009 | Chapter Ahead Being Fake (split with Boris) | Daymare Records |
| 2011 | Torche / Part Chimp                         | Chunklet        |

### Singles
| Ano  | Single                      | Álbum                    |
| ---- | --------------------------- | ------------------------ |
| 2010 | "King Beef"                 | Chapter Ahead Being Fake |
| 2011 | "U.F.O."                    | Songs for Singles        |
| 2012 | "Pow Wow" / "80s Prom Song" | n/a                      |